# Kapustînți, Lîpova Dolîna
Kapustînți (în ucraineană Капустинці) este localitatea de reședință a comunei Kapustînți din raionul Lîpova Dolîna, regiunea Sumî, Ucraina.

## Demografie
Componența lingvistică a localității Kapustînți
     Ucraineană (97,44%)
     Rusă (2,08%)
     Alte limbi (0,38%)
Conform recensământului din 2001, majoritatea populației localității Kapustînți era vorbitoare de ucraineană (97,44%), existând în minoritate și vorbitori de rusă (2,08%).